# نظرية عالمية ثالثة

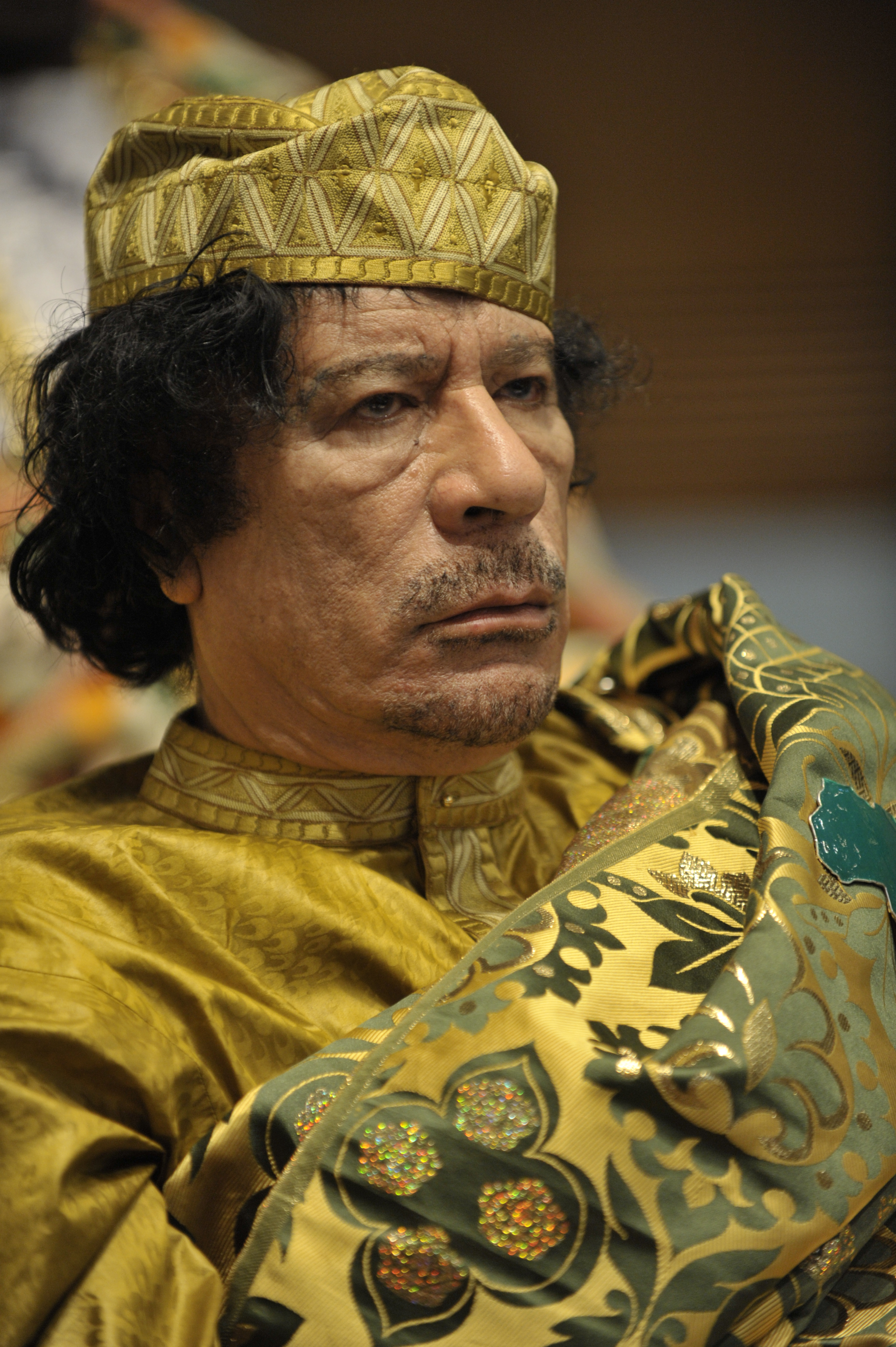
معمر القذافي، مؤلف نظرية الأممية الثالثة، في قمة الاتحاد الأفريقي عام 2009.

النظرية العالمية الثالثة، والمعروفة أيضًا باسم النظرية الكونية الثالثة أو القذافيّة، هي عبارة عن أسلوب حكم اقترحه مُعمّر القذافي في 15 أبريل من عام 1973 في خطابه الذي ألقاه في مدينة زوارة، وأعلن فيه عن ثورةٍ ثقافية شعبية في ليبيا. استندت حكومة القذافي الجماهيرية العربية الليبية الشعبية الاشتراكية العظمى إلى هذه النظرية التي جمعت بين عناصر القومية العربية والتيار الناصريّ ومعاداة الإمبريالية والاشتراكية الإسلامية والشعبوية اليسارية والقومية الأفريقية والوحدة العربية، وتأثرت جزئيًا بمبادئ الديمقراطية المباشرة. استمد القذافي أيضًا بعضًا من الأصولية الإسلامية؛ عارض التعليمات الرسمية لمعنى القرآن بوصفها تجديفًا، ورأى أن المسلمين قد ابتعدوا كثيرًا عن الله وكتابه. لكنّ نظام القذافي، بالرغم من كل ذلك، وُصف بكونه إسلامويًّا، أكثر من كونه أصوليًّا، إذ عارض السلفيّة وسجن عديد من الأصوليين الإسلاميين خلال مدة حكمه.
تشبه هذه النظرية نظام الإدارة الذاتية الاشتراكية اليوغوسلافية، في جمهورية يوغوسلافيا الاشتراكية الاتحادية التيتوية، خلال ستينيات وسبعينيات وثمانينيات القرن العشرين على النحو الذي طورها فيه إدفارت كارديل. وهي مستوحاة جزئيًا من الكتاب الأحمر الصغير لماو تسي تونغ ونظرية العوالم الثلاثة. اقترحها القذافي كبديل عن الرأسمالية والماركسية اللينينية في دول العالم الثالث، بناءً على الاعتقاد المُعلَن بأن كلتا الأيديولوجيتين قد أثبتتا عدم صحتهما.
أُنشئ المجلس الأعلى للتوجيه الوطني لإرساء هذه النظرية وتنفيذها، وتحققت جزئيًا في ليبيا، معلنةً نفسها دولة نموذجية فاضلة. وقد أدى سقوط القذافي واغتياله في عام 2011 إلى إلغاء نظامه واستبداله بالمجلس الوطني الانتقالي المؤقت.

## خلفية
ذُكرت الأحكام الرئيسة للنظرية العالمية الثالثة في الكتاب الأخضر (الذي نُشر منذ عام 1976 وحتى عام 1979). وهو عبارة عن منظومة من الآراء التي تنتقد الديمقراطية الأوروبية والماركسية السوفييتية على نحوٍ مفصّل.

### السياق الفكري والسياسي
انتشرت في بلدان الشرق العربي الإسلامي خلال ستينيات وسبعينيات القرن العشرين، نظريات مختلفة عن «الأنماط الوطنية للاشتراكية»، أُطلق عليها «الاشتراكية الإسلامية». وقامت هذه الاشتراكية على مبادئ القومية والدين والمساواة، وألهمت أفكارها عددًا من الثورات والانتفاضات الشعبية والانقلابات في العالم العربي. وعلى نحو مماثلٍ في ليبيا، في الأول من سبتمبر من عام 1969، أطاحت مجموعة من ضباط الجيش الليبي ممن ينتمون إلى حركة الضباط الأحرار والاتحاديين والاشتراكيين، بالنظام الملكي معلنين الجمهورية العربية الليبية. ونُقلت السلطة العليا مؤقتًا إلى مجلس قيادة الثورة برئاسة العقيد معمَّر القذافي البالغ من العمر 27 عامًا.
تجلى توجُّه الثورة الليبية المناهض للإمبريالية بوضوحٍ في الأشهر الأولى من حكم النظام الجديد. ففي السابع من أكتوبر من عام 1969، أعلن الممثل الدائم لليبيا في الدورة الرابعة والعشرين للجمعية العامة للأمم المتحدة عزمه التخلص من جميع القواعد الأجنبية الموجودة ضمن الأراضي الليبية.
أبلغت القيادة الليبية في أعقاب ذلك، سفيري الولايات المتحدة وبريطانيا أنها ستنهي الاتفاقيات الموقعة بينهما. وفي الوقت ذاته تقريبًا بدأت حملة ضد توظيف رأس المال الأجنبي في الاقتصاد.
حُددت النتائج الأولية والمهام الأقرب للثورة الليبية في بيانٍ عام صدر في الحادي عشر من ديسمبر من عام 1969، وهو إعلان دستوري مؤقت. وأُعلن الإسلام دينًا رسميًّا للدولة وصُرّح كذلك بأن أحد الأهداف الرئيسة للثورة هو بناء شكل من أشكال الاشتراكية يقوم على «الدين والأخلاق والوطنية». اعتزم القذافي ورفاقه تحقيق ذلك من خلال «العدالة الاجتماعية ومستويات الإنتاج العالية وإقصاء جميع أشكال الاستغلال والتوزيع العادل للثروة الوطنية».
تقرَّر أن يعمل مجلس قيادة الثورة كمركزٍ للتنظيم السياسي للمجتمع، مع أحقيّة تعيين وزراء الحكومة وإعلان الحرب وإبرام العقود وإصدار المراسيم بقوة القانون، والتعامل مع الجوانب الرئيسة للشؤون الداخلية والسياسة الخارجية. وعُيّن القذافي رئيسًا للجمهورية العربية الليبية.
نظم القذافي في عام 1973 الاتحاد الاشتراكي العربي الذي أصبح المنظمة السياسية القانونية الوحيدة في البلاد. وفي عام 1977، تبنى مؤتمر الشعب العام الذي يمثل لجانًا وطنية عدة، مرسوم إعلان قيام سلطة الشعب («إعلان سبها») بشأن إنشاء «نظام سلطة الشعب» (أو ما يسمى «الديمقراطية الشعبية المباشرة») في ليبيا، وأعيد تسمية البلاد باسم الجماهيرية العربية الليبية الشعبية الاشتراكية. وأعيد كذلك تسمية مجلس قيادة الثورة وتحويله إلى الأمانة العامة للمؤتمر. وعمليًا، اندمج الاتحاد الاشتراكي العربي مع جهاز مؤتمر الشعب العام بعد ذلك. وكان الأشخاص المنتخبون للأمانة العامة لمؤتمر الشعب هم: القذافي (الأمين العام) وأربعة من أقرب مساعديه - الرائد عبد السلام جلود، والجنرالات أبو بكر يونس جبر ومصطفى الحروبي، وهويلدي الحميدي.
استقال القادة الخمسة من مناصبهم العامة بعد عامين، وحلَّ محلهم مديرون محترفون. ومنذ ذلك الحين وحتى وفاته، حمل القذافي رسميا لقب زعيم الثورة الليبية، وأُطلق على مجموعة القادة الخمسة اسم «القيادة الثورية». وعلاوة على ذلك، أنشئ تسلسل هرمي للجان الثورية بهدف تنفيذ سياسات القيادة الثورية داخل نظام المؤتمرات الشعبية.

## المبدأ الأساس
إن المبدأ الإيديولوجي الأساس الرسمي هو النظرية العالمية الثالثة التي ورد وصفها في «الكتاب الأخضر» للقذافي (1979-1976). عُرضت نسخ من هذا الكتاب للبيع على الدوام في المكتبات الليبية بعديدٍ من اللغات قبل الثورة.
الكتاب عبارة عن مجموعة من أقوال الزعيم الليبي، مقسمة إلى ثلاثة أجزاء تغطي الجوانب الهامة التالية من الحكم:
1. حل مشكلة الديمقراطية (سلطة الشعب)؛
2. حل مشكلة الاقتصاد (الاشتراكية)؛
3. الجانب العام من «النظرية العالمية الثالثة».

### «سلطة الشعب»
الجزء الأول من «الكتاب الأخضر» هو «حل مشكلة الديمقراطية: سلطة الشعب». إن هذا الجانب السياسي من النظرية العالمية الثالثة الذي صدر في يناير من عام 1976، يرفض الأشكال التقليدية للديمقراطية مثل البرلمان والأحزاب السياسية والاستفتاءات العامة، ويحدد المبادئ الأساسية للديمقراطية الشعبية المباشرة القائمة على المؤتمرات واللجان الشعبية. ويزعم الكتاب أن الديمقراطية التمثيلية ليست في الواقع سوى نوع من الدكتاتورية.
وفقًا «للكتاب الأخضر»، فإن الفائز في الصراع على السلطة، دائمًا ما يكون أداةً للحكومة، سواء كان فردًا أو حزبًا أو طبقة معينة؛ أما الخاسر فهو الشعب دومًا، وبالنتيجة فإنها ليست ديمقراطية حقيقية. عادةً ما يؤدي الصراع السياسي إلى صعود أداة حكم إلى السلطة تمثل أقلية، وذلك من خلال وسائل ديمقراطية قانونية. وعلى هذا فإن كل الأنظمة السياسية القائمة هي أنظمة ديكتاتورية تزيّف الديمقراطية الحقَّة.
أما نظام البرلمان في نظر القذافي، فهو حل منحرف لمشكلة الديمقراطية. إذ لا يستطيع أن يتحدث نيابة عن الشعب، لأن الديمقراطية تعني حكم الشعب لا حكم أولئك الذين يعملون نيابة عنه. ولا يمكن عدّ أساليب انتخاب البرلمان ديمقراطية، لأن الجماهير أصبحت منفصلة تمامًا عن أعضاء البرلمان. يحتكر كذلك أعضاء البرلمان سلطة الجماهير وحقهم في تقرير شؤونهم. والواقع أن البرلمان لا يمثل الشعب، بل يمثل الحزب الذي فاز في الانتخابات. أما القوى السياسية فتستغل الشعب في الصراع على السلطة. ونظام البرلمانات المنتخبة هو نظام ديماغوجي، إذ يمكن شراء الأصوات والتلاعب بها، أي أن التمثيل البرلماني عبارة عن احتيال. ويزعم القذافي أن نظرية الحكم التمثيلي هي ممارسة عفا عليها الزمن عمومًا، اخترعها الفلاسفة والمفكرون في الوقت الذي كان فيه عامة الناس يتلقون أوامر كالمواشي من حكامهم.
وفقًا «للكتاب الأخضر»، فإن الحزب هو أداة حديثة للحكم الدكتاتوري، إنه سلطةُ جزءٍ تُمارس على الكل. إذ تشكل مجموعات من الناس أحزابًا للعمل وفقًا لمصالحها، أو لفرض آرائها على الجمهور وتأسيس أيديولوجيتها. ولا يغير عدد الأحزاب في نظامٍ ما من جوهر المسألة. فضلًا عن ذلك، كلما ازداد عدد الأحزاب، اشتد الصراع على السلطة فيما بينها، الأمر الذي يقوّض بدوره البرامج الموجهة لصالح المجتمع بأسره. فيُضحّى بمصالح المجتمع وتطوره في سبيل الصراع الحزبي على السلطة.
فضلًا عن ذلك فإن الأحزاب قد تكون فاسدة وقد تتلقى الرشوة من الخارج والداخل. أما فيما يتعلق «بالمعارضة»، فهي ليست جهازًا للسيطرة على أنشطة أفراد الحزب الحاكم، بل تنتظر اللحظة المناسبة لتحل محل الحزب الحاكم في تسلُّم السلطة. تتركز السيطرة في يد الحزب الحاكم (من خلال البرلمان)، بينما تتركز السلطة في يد الحزب المسيطر.
يقارن القذافي بين الحزب والعشيرة. ففي نظره، لا يختلف الحزب في صراعه على السلطة عن صراع السلطة الذي يقوم بين القبائل والعشائر، وكلا النوعين له تأثير سلبي ومدمر على المجتمع.
يُوصف الاستفتاء العام أيضًا بأنه تزوير للديمقراطية. فيحق للناخبين أن يقولوا إما «نعم» أو «لا» فحسب. أما النظرية فتنص على أن كل شخص لا بد وأن يكون قادرًا على تبرير رغبته وسبب موافقته أو رفضه. وبالنتيجة، فمن الضروري لكي تكون الديمقراطية كاملة أن تُنشأ أداة حكم مماثلة للأمة بأكملها، لا هيئة تمثيلية تعمل نيابة عنها.

## مواضيع ذات صلة
- ادفارت كارديل.